# Anemia damazii
Anemia damazii är en ormbunkeart som beskrevs av Christ. Anemia damazii ingår i släktet Anemia och familjen Anemiaceae. Inga underarter finns listade.